# Петровац (Крагујевац)
Петровац је насеље и месна заједница у Крагујевцу, која је до 1991. године била самостално насеље. Налази се североисточно од центра Крагујевца. Катастарска општина Петровац површине 927 ha на којој се налази атар Петровца је после губљења статуса самосталног насељеног места и припајања насељу Крагујевац ушла у састав новоосноване катастарске општине Крагујевац I.
Број становника по пописима:
- 1948. године: 920 становника
- 1953. године: 965 становника
- 1961. године: 1044 становника
- 1971. године: 1256 становника
- 1981. године: 2350 становника